# 岡崎城
岡崎城（おかざきじょう）は、三河国岡崎藩（現在の愛知県岡崎市康生町）にあった日本の城。徳川家康の生地である。別名、龍城。
戦国時代から安土桃山時代には松平氏の持ち城、江戸時代には岡崎藩の藩庁であった。岡崎城は当初、「岡竒城」と記された。また、『三河国名所図会』には、「岡崎は享禄（1528年（享禄元年） - 1531年（享禄4年））以来の名號にして、其以前は菅生郷なり、」と記載されている。
1959年（昭和34年）に天守が復興された。

## 概要

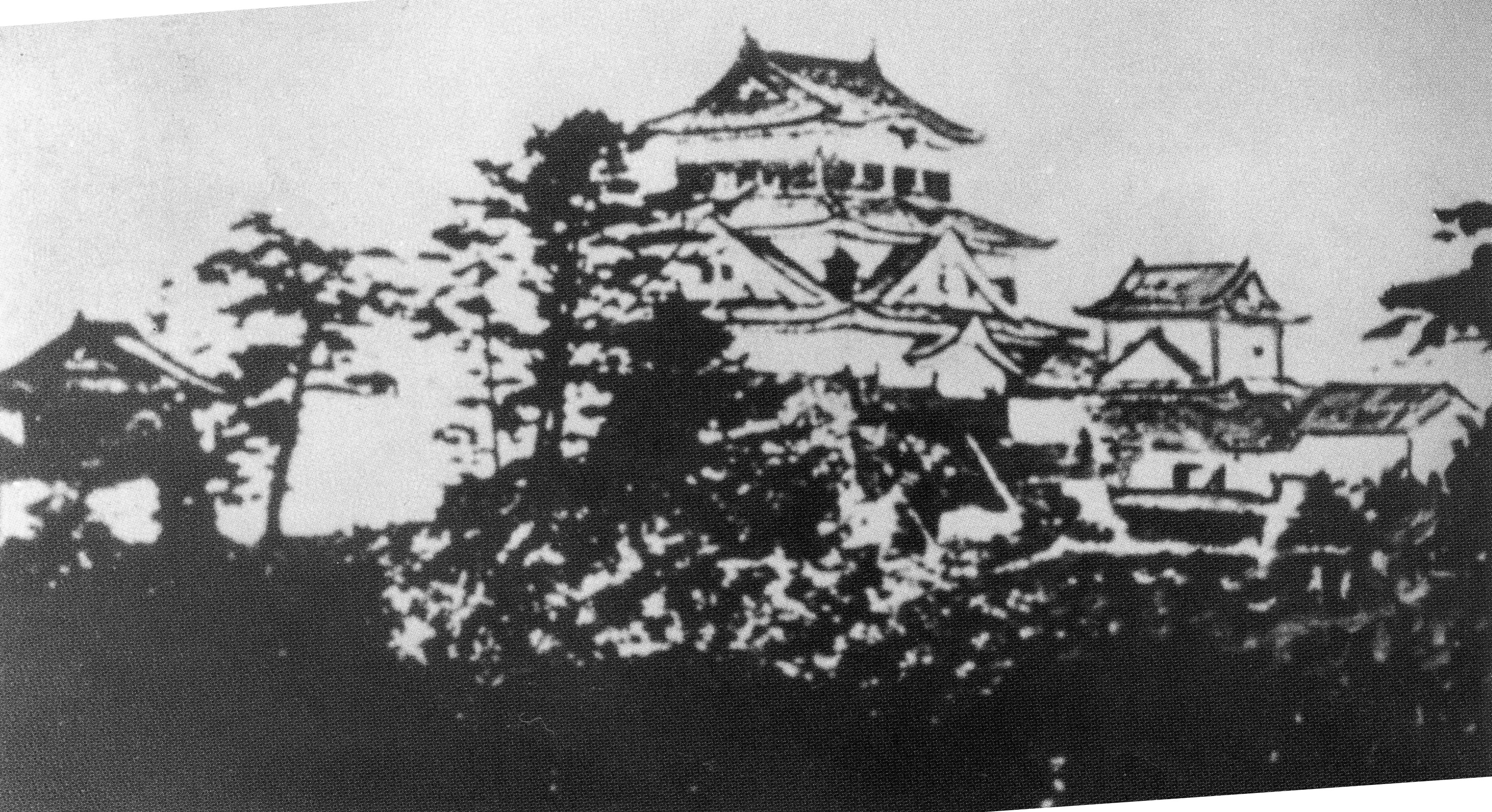
破却前の岡崎城天守の古写真

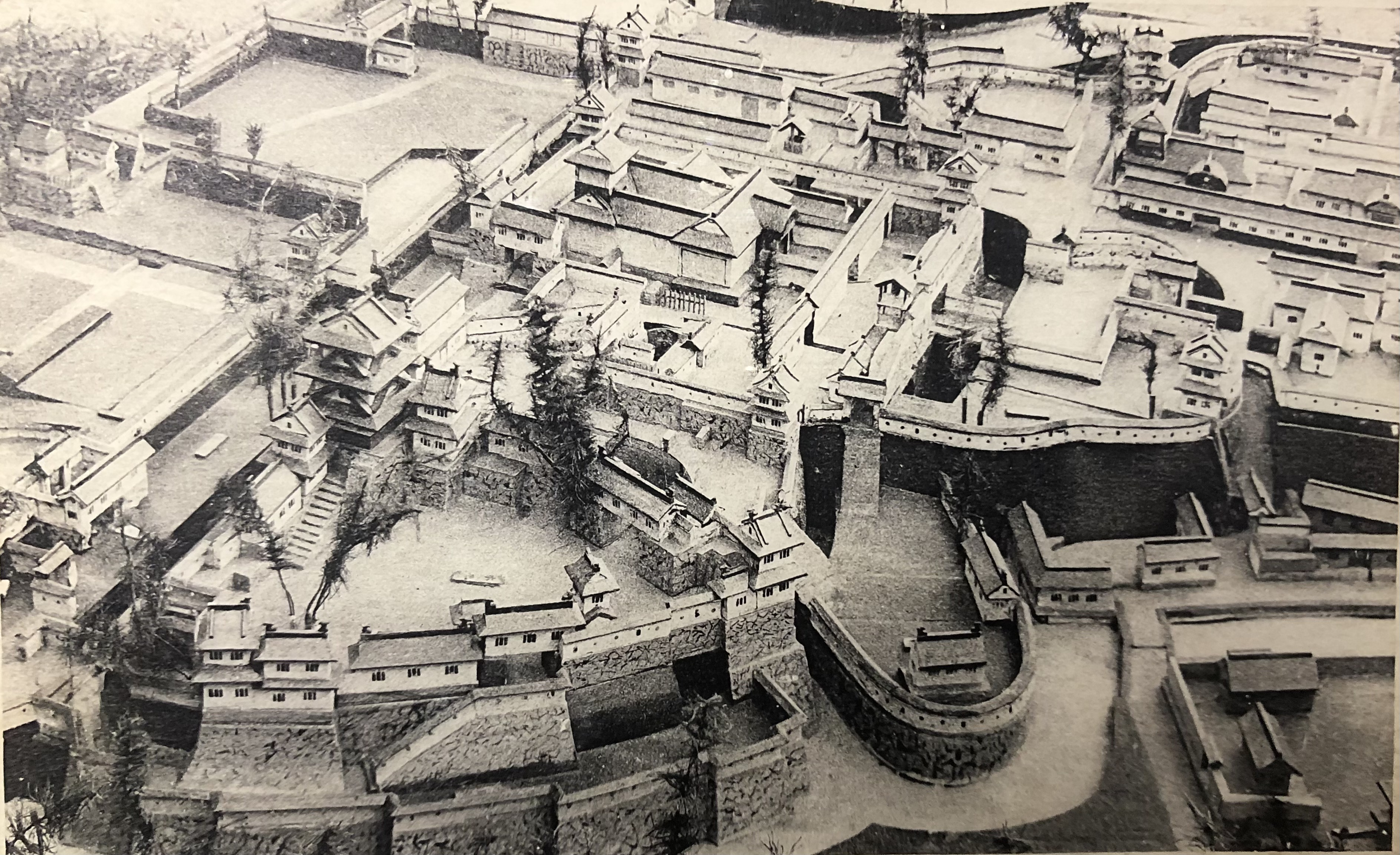
破却前の岡崎城の城郭模型

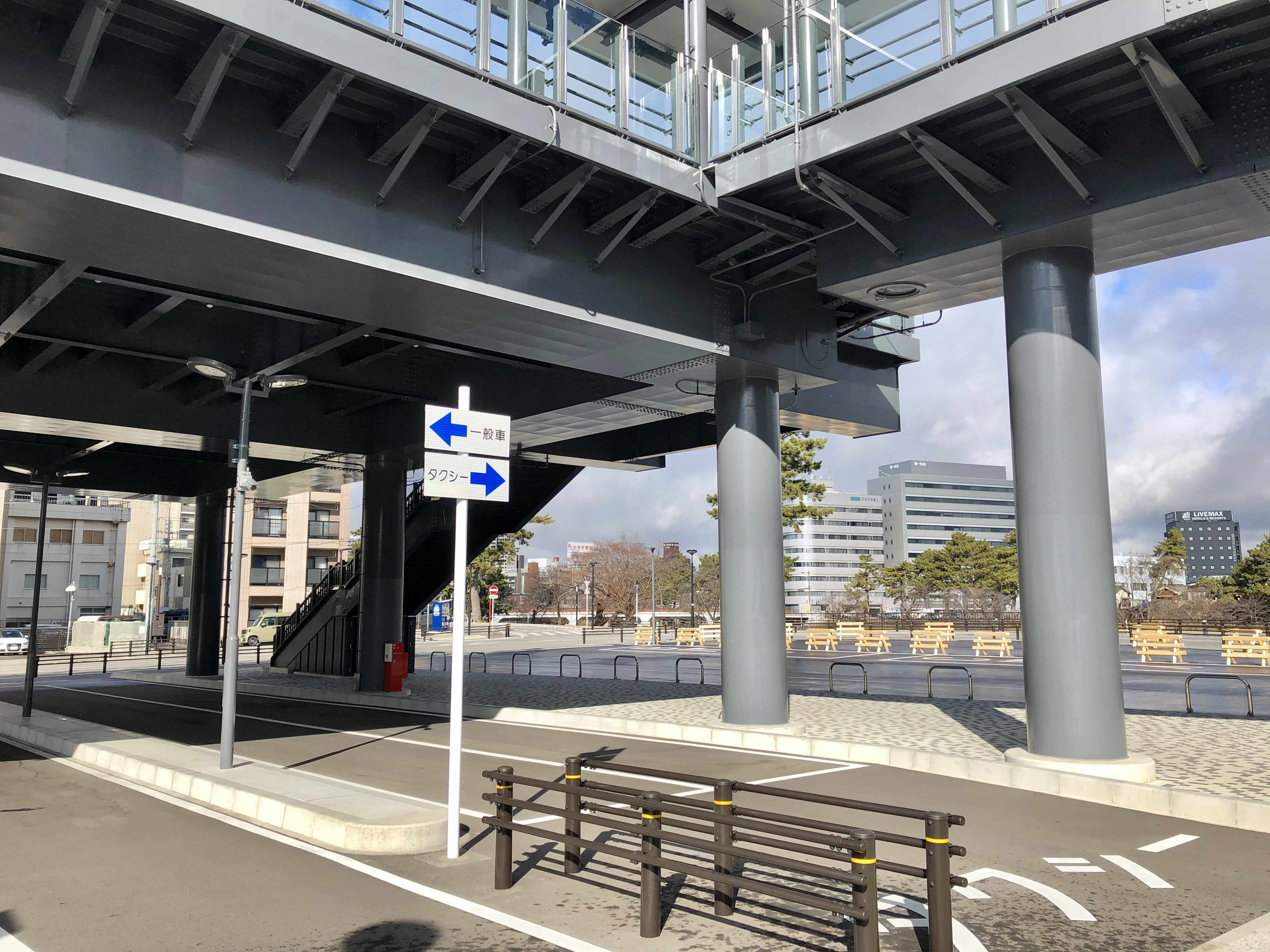
西郷稠頼の居館「平岩城」は菅生川南岸の明大寺（現・岡崎市上明大寺町2丁目）にあった。ペデストリアンデッキの広場と「オト リバーサイドテラス」が連結する付近とされる。

三河国仁木氏の守護代であった西郷稠頼は永享年間（1429年～1441年）に、菅生川（乙川）南岸の明大寺付近に居館を構えた。この居館は「平岩城」と呼ばれた。位置は、岡崎市上明大寺町2丁目のペデストリアンデッキの徳川家康像が置かれた広場辺りであることが判明している。
1452年（享徳元年）から1455年（康正元年）にかけて、西郷稠頼は、菅生川北岸の龍頭山（標高約24メートル）と呼ばれる半島状段丘の先端に、北方に対する砦を築いた。築城当時は、菅生川南に東海道が通り、明大寺が「岡崎」と呼ばれた。つまり、西郷氏の居館が旧岡崎城に当たることとなる。
3代目当主の西郷信貞（松平昌安）は明大寺の平岩城を居所とし、岡崎市南部および大草城（愛知県幸田町北部）を支配した。
1524年（大永4年）、松平清康の命を受けた大久保忠茂等は、奇襲により一夜にして信貞の持城である山中城を落城。清康は信貞に岡崎城を明け渡させ、本拠を安城から岡崎へ移した。
1530年～1531年（享禄3～4年）頃、清康は明大寺より龍頭山の砦へと本拠を移し、本格的な岡崎城を構えた。これが現在の岡崎城である。清康は、明大寺の地から岡崎松平家菩提寺の大林寺を城北に、安城からは甲山寺を城の北東にそれぞれ移し、菅生川の南に龍海院を建て周辺を整備した。
龍頭山の岡崎城は、山頂に本丸が置かれた平山城として築かれていたが、本多康重から3代忠利（1600年（慶長5年） - 1645年（正保2年））にわたる改修によって平城となっている。この際、本丸に複合連結式望楼型3重3階の天守（1617年（元和3年））が建てられた。
本丸の北方に持仏堂曲輪、その北方下に二の丸、その北方に北曲輪、二の丸の東側には三ノ丸と東曲輪、その東に備前曲輪と大手門があった浄瑠璃曲輪、本丸と二の丸の西方下に坂谷曲輪、その西に白山曲輪と搦手口に当たる稗田門があった稗田曲輪、本丸の南は、菅生川沿いに菅生曲輪があり、それに、本丸から北側へ6重、西側へ4重の外堀を廻らせていた。
存城当時の東海地方の城では3番目に数えられる規模であったが、1873年（明治6年）の廃城令によって廃城となった。城内の天守以下の建物及び土地を払い下げ、現在は一切の建物を失い、本丸と周辺の持仏堂曲輪、隠居曲輪、風呂谷等の曲輪と石垣、堀などの遺構を残すのみである。敷地は龍城神社、岡崎公園として整備された。
1959年（昭和34年）3月、天守が復興された。
2010年（平成22年）3月、東隅櫓が再建された。望楼式二重櫓と呼ばれる木造2階建で、入り母屋造りの屋根は、岡崎藩主を務めた本多氏の家紋立ち葵が刻まれた本瓦葺き。壁は白漆喰塗り。高さ約9.4メートルで、かつて東曲輪だった岡崎公園駐車場の南東角に位置する。1781年（天明元年）の「岡崎城絵図」を基本資料としているが、東隅櫓の図面は現存しなかったため、愛媛県松山市に現存する同時代の松山城の野原櫓などの形式を参考にして、江戸時代の工法を忠実に再現し建設した。城内で発掘された石材を使い、空積みの石垣も築いた。隣接して同時に整備した長さ約45メートルの城壁と合わせ、総工費は約1億円であった。
2022年（令和4年）5月24日、市は、翌年の大河ドラマ『どうする家康』の放送にあわせ、岡崎城の展示リニューアルを行うと発表した。1〜4階の展示と5階展望台の刷新と外壁塗装、トイレの増設、照明設備のLED化などを行う。同年6月16日から改装工事に入った。改装費は1億7,777万円。
2023年（令和5年）1月21日、リニューアルオープンした。大河ドラマの放送にあわせて同様に整備された三河武士のやかた家康館も「どうする家康 岡崎 大河ドラマ館」（2024年1月8日閉館）としてリニューアルオープンした。「観光みやげ店 おかざき屋」は花時計の北側に移転新築された。
2024年（令和6年）12月26日、岡崎公園は岡崎城公園に改名した。

## 歴史

### 江戸時代以前
- 1452年（享徳元年）または1455年（康正元年）：三河国守護仁木氏の守護代西郷氏が北方に対する砦として龍頭山に築城。
- 15世紀後半（文明年間初め）：松平氏3代松平信光が城主西郷頼嗣を破り、西郷氏娘婿となった五男松平光重が城主となり岡崎松平家が成立。
- 1531年（享禄4年）：岡崎松平家を破った松平清康（徳川家康の祖父）が城主となり、城郭を整備して勢力を広げる。
- 1535年（天文4年）：清康は尾張国の陣中で家臣の謀反により命を落とす（森山崩れ）。子の松平広忠が跡を継ぐ。
- 1542年（天文11年）：城内で竹千代（後の徳川家康）が生まれる。当時、櫓や門の屋根も茅葺で、当地は石の産地ながら石垣などもなく、ただ堀を掘ったその土をかきあげて、芝を植えただけの土塁がめぐっていた。
- 1549年（天文18年）：広忠が死去（死因には諸説ある）。岡崎城は今川家の支城として城代が置かれ、山田景隆、三浦義保、糟谷備前らが城代を務めた。ただし、近年の研究ではあくまでも岡崎城主は広忠の嫡男・竹千代（後の松平元康）であったが、幼少のために統治が不可能であったために今川家が介入したと考えられている[19][20]。
- 1560年（永禄3年）：桶狭間の戦いで今川義元が敗死すると、松平元康（後に家康、徳川へ改姓）は岡崎城を取り戻し、今川家から独立する。
- 1570年（元亀元年）：徳川家康は本拠を浜松城に移し、岡崎城は子の松平信康が入った。しかし、信康は謀反の疑いをかけられて自刃。以後、重臣の石川数正、本多重次らが城代を務めた。
- 1590年（天正18年）：家康が関東に移封となると、豊臣家臣の田中吉政が入る。家康に対する抑えの拠点の一つとして、吉政は城を拡張し、強固な石垣や城壁などを用いた近世城郭に整備した。また、城下町の整備も積極的に行い、岡崎の郊外を通っていた東海道を岡崎城下町の中心を通るように変更し、「岡崎の二十七曲がり」といわれるクランク状の道に整備され、現在の岡崎城の原型を造った。
- 1602年（慶長7年）：徳川氏譜代の重臣である本多康重が上野国白井より5万石で入城。以降、徳川政権下では家康誕生の城として重要視され、譜代大名が歴代の城主を務めている。
- 1617年（元和3年）：3重の天守が完成する。
- 1644年（正保元年）：岡崎藩主の本多忠利が石垣を完成[21]。

### 近現代
- 1869年（明治2年）：本多忠直が城主となる
- 1873年（明治6年）：廃城令によって廃城処分となり、天守、大手門、東隅櫓、土塀以下の建物が撤去された。
- 1959年（昭和34年）： 鉄筋コンクリート造で復興天守が再建される。設計者は城戸久と城戸武男[5][22]。
- 1993年（平成5年）：大手門が木造復元されたが道路の関係で実際から50m離れた所に木造復元された。
- 2006年（平成18年）4月6日：日本100名城（45番）に選定された。
- 2007年（平成19年）：材木町で、マンション建設に伴う発掘調査によって石垣が見つかり、日本国内で4番目の規模の城であることが判明した[23]。
- 2010年（平成22年）：東隅櫓、土塀が木造復元される。
- 2015年（平成27年）：中心市街地再開発「乙川リバーフロント地区整備計画」の工事で河川敷を掘り起こしたところ石垣の一部が発見される[21]。

## 歴代城主
- 松平信康：1570年～
- 田中吉政：1590年～
- 本多康重：1601年～
- 本多康紀：1611年～
- 本多忠利：1623年～
- 本多利長：1645年～
- 水野忠善：1645年～
- 水野忠春：1676年～
- 水野忠盈：1692年～
- 水野忠之：1699年～
- 水野忠輝：1730年～
- 水野忠辰：1737年～
- 水野忠任：1752年～
- 松平康福：1762年～
- 本多忠粛：1769年～
- 本多忠典：1777年～
- 本多忠顕：1790年～
- 本多忠考：1821年～
- 本多忠民：1835年～

## 遺構

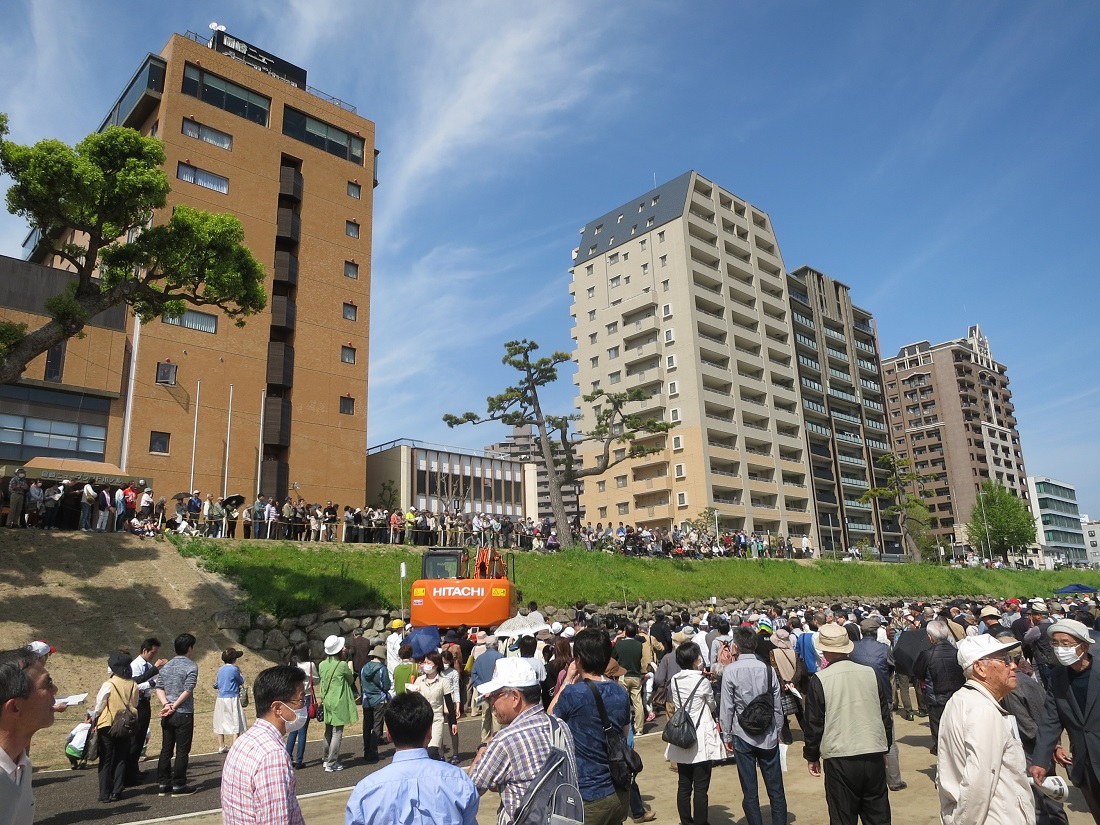
2016年4月16日に行われた菅生川端石垣の現地説明会

### 現存建物
北曲輪門が額田郡額田町の民家に、北門（二の門）が西尾市西浅井町の宿縁寺に、念沸堂赤門が市内東阿知和町の謁播神社に、それぞれ移築され現存する。また、市内下青野町の慈光寺に、太鼓楼を移築したものと伝わる建造物が残る。

### 大林寺郭堀跡の石垣
2007年（平成19年）、材木町で発掘調査によって石垣が発見された。
現地を視察した広島大学大学院教授の三浦正幸は、大林寺郭堀跡のこの石垣は、豊臣秀吉の命令で、1590年（天正18年）に岡崎城主となった田中吉政が築いたと推定している。野面の乱積みによる犬走りの構造は、1608年（慶長13年）以前の形式のためであるという。現在は住宅開発によって埋め立てられた事もあって、本丸の一部の堀が現存するだけである。

### 菅生川端石垣
2015年（平成27年）、中心市街地再開発「乙川リバーフロント地区整備計画」の工事で河川敷を掘り起こしたところ石垣の一部が発見された。この石垣は岡崎城の絵図にも描かれた江戸時代前期の石垣「菅生川端石垣（すごうがわばたいしがき）」であり、発掘調査により総延長は400mにわたり現存する城壁としては国内最長となる。
石垣は地下3mにまで及び地上部分を含めると最大5mで、敵の侵入を防ぐための射撃用の突出部「横矢枡形（よこやますがた）」が3か所あり、80m間隔で続いている。

## 復興天守

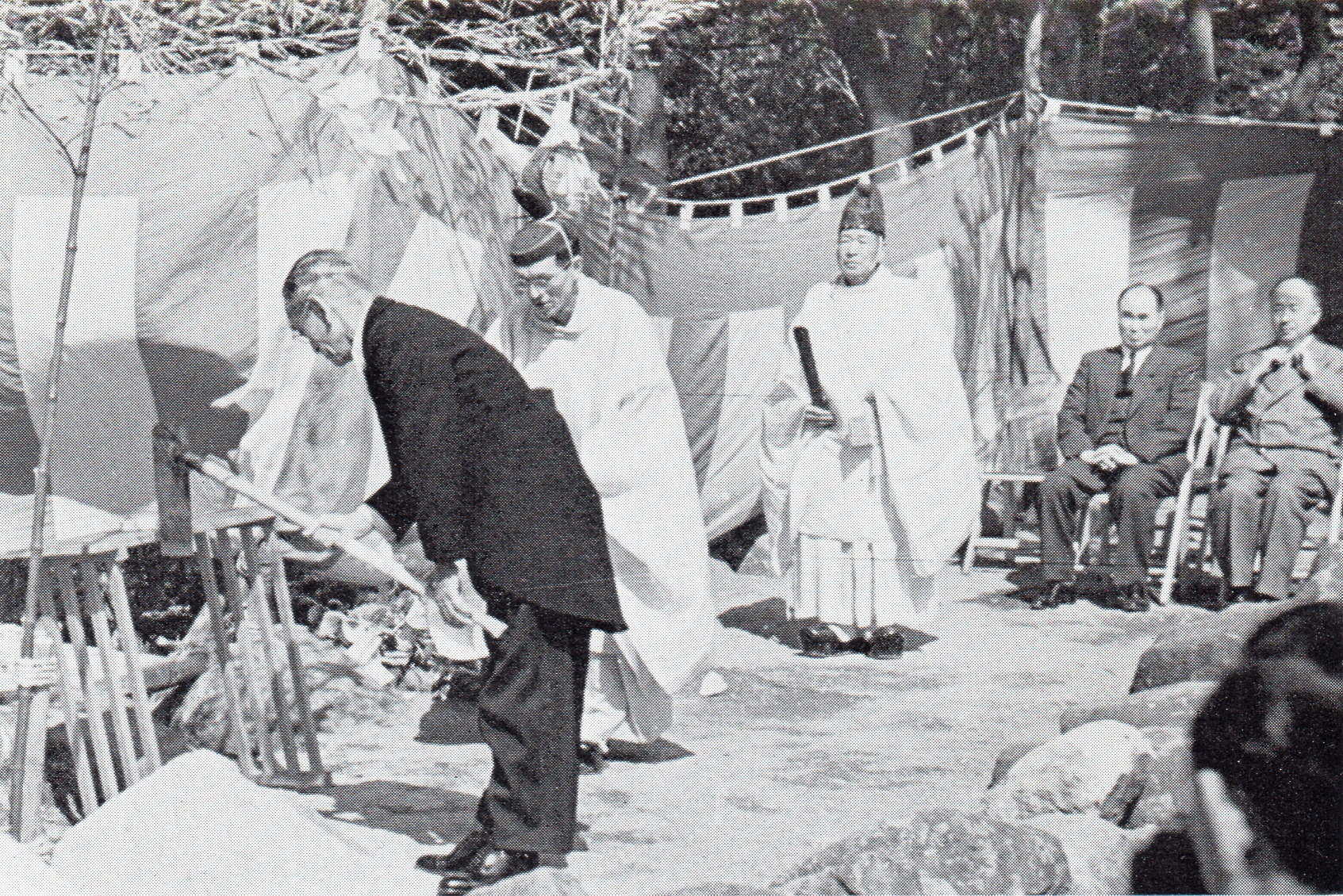
岡崎城復元工事の地鎮祭（1958年4月10日）。鍬入れを行う竹内京治市長。

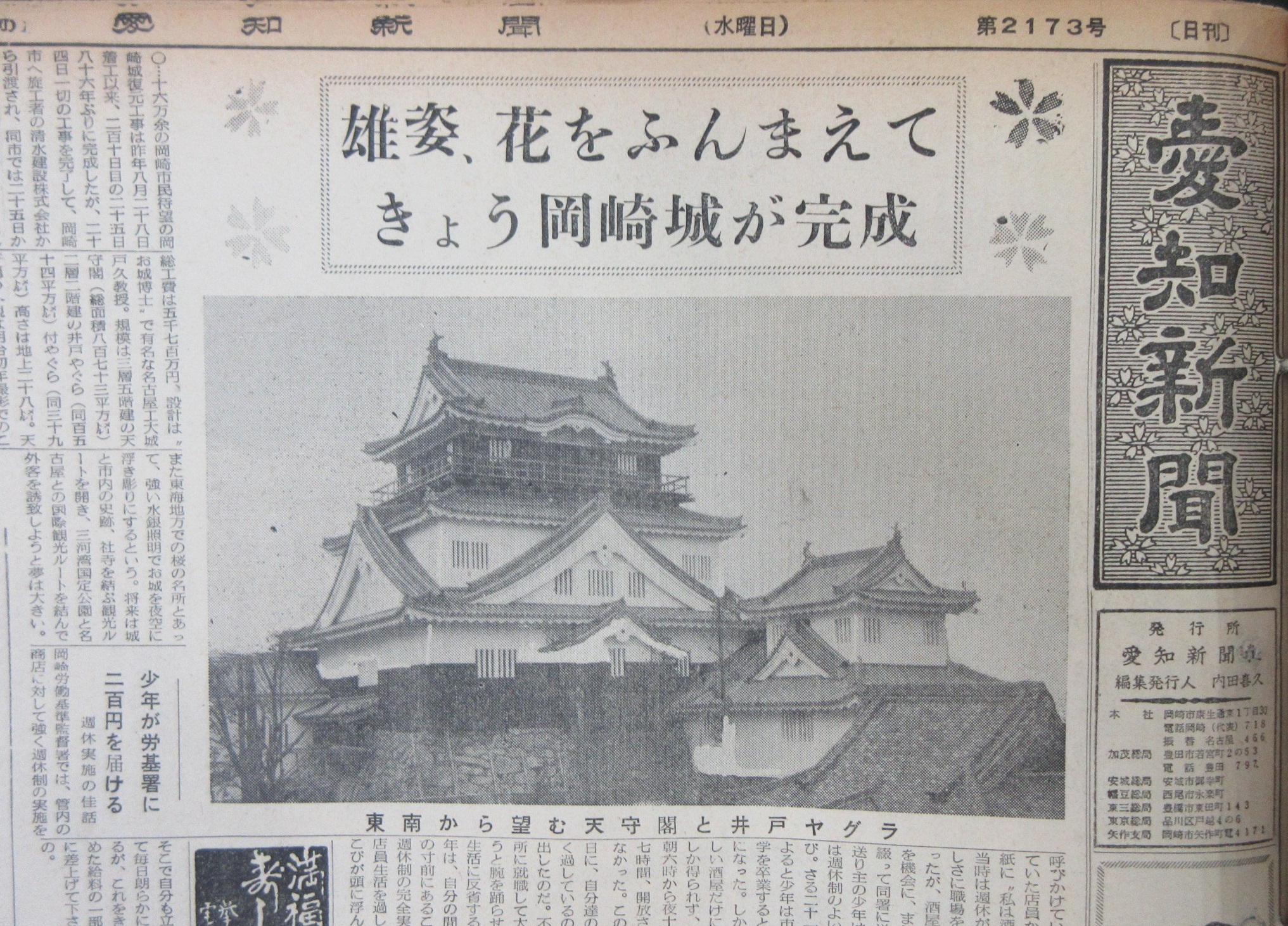
復元工事完成を報じる1959年3月25日付の新聞記事。

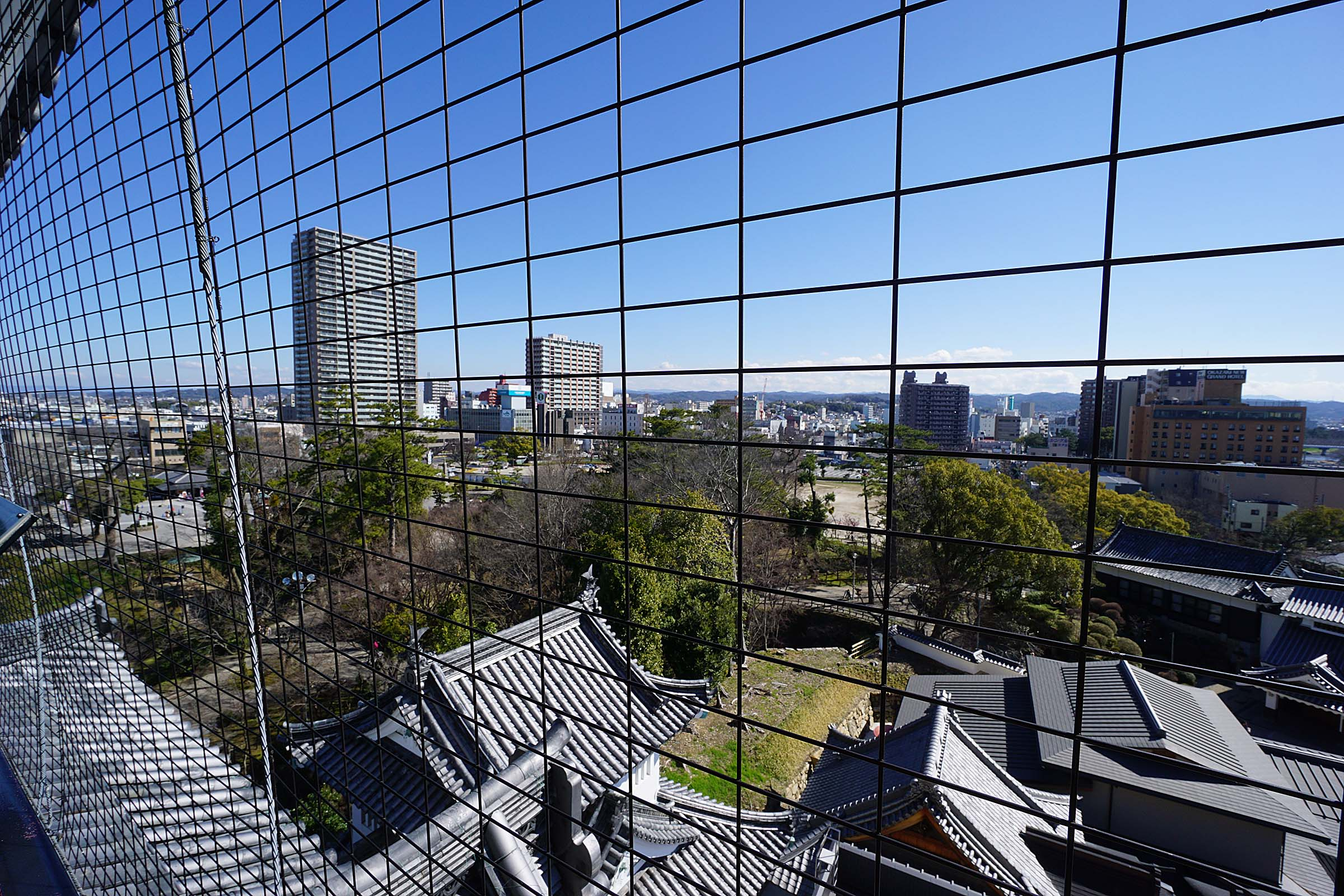
復興天守から見る景色

岡崎城の復興天守は1959年（昭和34年）3月30日に完工式が行われ、4月5日に一般公開された。以下の記述は主に『中部日本新聞』三河版連載の「岡崎城物語」（全10回）に依った。

### 概要
| 設計者   | 城戸久、城戸武男                                                       |
| 施行     | 清水建設株式会社 （清水建設が請け負った主体工事の落札価格は3,160万円） |
| 構造     | 鉄筋コンクリート3層5階                                                 |
| 高さ     | 28メートル                                                             |
| 延べ面積 | 873m2                                                                  |
| 総工費   | 5,700万円 （市費：3,700万円、県補助金：1,000万円、国債：1,000万円）    |

### 沿革
1955年
- 6月9日 - 岡崎市観光協会の創立総会で岡崎城再建運動の推進を満場一致で決定。

1956年
- 4月27日 - 城戸久博士が城跡を調査。
- 10月9日 - 岡崎市観光協会は岡崎城建設小委員会を設け、12人の委員を選任。
- 10月31日 - 城戸に仮設計を依頼。
- 12月7日 - 仮設計図が完成。

1957年
- 2月6日 - 市の総務商工委員会は観光協会が進めた再建案を了承。
- 2月15日 - 岡崎市議会全員協議会で起債申請の事業主体に市がなることを承認。
- 9月28日 - 市議会で建設事業費予算を可決。
- 10月3日 - 愛知県議会で1957年度分補助金1,000万円を可決。
- 11月11日 - 岡崎城復元協議会が市の諮問機関として設置される。

1958年
- 1月8日 - 城戸に本設計を依頼。
- 3月4日 - 地耐力検査のくい打ち工事が始まる。
- 4月5日 - 本設計図が完成。
- 4月10日 - 地鎮祭[24][31]。
- 8月21日 - 堀の水抜きを開始。底面に川石を敷いた。
- 8月23日 - 主体工事を清水建設が3,160万円で落札。石垣の内部コンクリートパイルや屋根瓦葺き工事などの費用は別途、市が負担した。
- 8月28日 - 起工式。
- 9月5日 - 市文化財保護審議会によって瓦の紋章が決まる。
- 9月19日 - 瓦8万5,000枚の製造を業者に依頼。
- 9月22日 - シャチの製作を依頼。
- 9月27日 - 台風22号（狩野川台風）が日本に上陸。この影響で工事が20日間遅れる。
- 10月3日 - 市へ国の起債1,000万円の確定の通知が入る。
- 11月29日 - 岡崎城再建募金委員会が発足。

1959年
- 2月5日 - 瓦葺きが始まる。シャチが取り付けられる。
- 3月25日 - 工事完了[30]。
- 3月30日 - 完工式。
- 4月5日 - 一般公開[30]。

## 立地

### 所在地
- 愛知県岡崎市康生町561：岡崎公園内

### 交通アクセス
- NH 名鉄名古屋本線 東岡崎駅から徒歩で約15分。
- NH 名鉄名古屋本線 岡崎公園前駅または愛知環状鉄道・愛知環状鉄道線 中岡崎駅から徒歩で約10分。
- JR東海道本線 / 愛知環状鉄道・愛知環状鉄道線 岡崎駅からはバス（名鉄バス）で約15分。「殿橋」停留所下車。

### 駐車場
- 岡崎公園駐車場（有料）

## 周辺施設
三河武士のやかた家康館
1982年（昭和57年）、岡崎公園の西隅（旧岡崎城二の丸跡）に開館した歴史資料館。
菅生神社
岡崎市最古の神社。岡崎城主であった本多忠利が寄進した明神型石鳥居は、市の指定文化財。
観光みやげ店 おかざき屋
大河ドラマ『どうする家康』の放送にあわせて、2023年1月21日に花時計の北側に移転新築された。

## その他
城のある岡崎公園は日本さくら名所100選に選ばれた桜の名所。公園には、名物の八丁味噌を使った田楽料理を食べられる店「八千代本店」がある。
東名高速道路に岡崎城の看板が設置されているが、道路上からは見ることはできない。
東海道新幹線の車内からは、豊橋駅と三河安城駅の間で、遠くに見ることができる。

## ギャラリー
- 木々に囲まれた岡崎城
- 再建天守の2階
- 再建天守の3階
- 再建天守の4階
- 再建天守の5階。展望台がある。
- 再建天守の展示物
- 大手門（復元、実際の位置は七間門付近[32]）
- 本多忠勝の銅像
- 清海堀（せいかいぼり）
- 清海堀
- 東照公遺訓碑
- 徳川家康公四百年式年大祭（2015年4月19日）
- 龍城神社
- 家康産湯の井戸
- 二の丸能楽堂